# Andrei Zintchenko
Andrei Zintchenko, né le 5 janvier 1972 à Samara, est un ancien coureur cycliste russe.

## Biographie
Andrei Zintchenko commence sa carrière professionnelle en 1994. Après trois saisons dans l'équipe Porcelana Santa Clara puis une chez Estepona en Marcha, il est recruté par la nouvelle formation Vitalicio Seguros-Grupo Generali. Il y réalise une fin de saison brillante. Il finit quatorzième du Tour d'Espagne en remportant trois étapes : la treizième en solitaire, la quinzième en battant son compagnon d'échappée David Plaza, et la vingtième à l'Alto de Navacerrada devant les grimpeurs Roberto Heras et José María Jiménez. Le mois suivant, il se classe neuvième du Tour de Lombardie et quatorzième du championnat du monde à Valkenburg.
L'année suivante, il réalise un bon Tour d'Italie (12e) et termine 24e de la Vuelta sans glaner d'étape mais plusieurs places d'honneur. En octobre, il gagne l'Escalade de Montjuïc devant Melchor Mauri.
En 2000, Zintchenko s'engage avec l'équipe portugaise LA-Pecol. Dès lors, il brillera principalement au Portugal. Il se trouve ainsi sur les podiums du Tour du Portugal, du Tour de l'Algarve, du Tour de l'Alentejo. Sur le Tour d'Espagne 2000, il remporte néanmoins une victoire de prestige aux lacs de Covadonga, arrivant en solitaire avec près d'une minute d'avance, en résistant au retour de Roberto Heras et de l'équipe Kelme. En 2003, il s'impose au Tour de l'Alentejo.
Après deux saisons vierges de succès avec l'équipe Milaneza-Maia, Zintchenko effectue une dernière année chez Riberalves-Alcobaça, puis met fin à sa carrière.

## Palmarès
- 1995
  - 3e du championnat de Russie sur route
- 1998
  - 13e, 15e et 20e étapes du Tour d'Espagne
  - 9e du Tour de Lombardie
- 1999
  - Escalade de Montjuïc :
    - Classement général
    - 1rea étape
- 2000
  - 14e étape du Tour d'Espagne
  - 3e du Tour du Portugal
  - 3e du Tour de l'Algarve
- 2001
  - 6e étape du Tour du Portugal
  - 2e du Tour du Portugal
  - 3e du championnat de Russie du contre-la-montre
  - 3e du Tour de l'Alentejo
- 2002
  - 2e étape du Tour des Asturies
- 2003
  - Tour de l'Alentejo :
    - Classement général
    - 2e étape
- 2006
  - 4eb étape du Tour d'Estrémadure (contre-la-montre)

## Résultats sur les grands tours

### Tour d'Espagne
6 participations
- 1995 : abandon
- 1996 : 41e
- 1997 : 119e
- 1998 : 14e, vainqueur des 13e, 15e et 20e étapes
- 1999 : 24e
- 2000 : 27e, vainqueur de la 14e étape

### Tour d'Italie
2 participations
- 1998 : abandon (16e étape)
- 1999 : 12e

## Classements mondiaux
| Année            | 2005 | 2006 |
| ---------------- | ---- | ---- |
| UCI America Tour |      | 347e |
| UCI Europe Tour  | 361e | 723e |